# 賈森半島

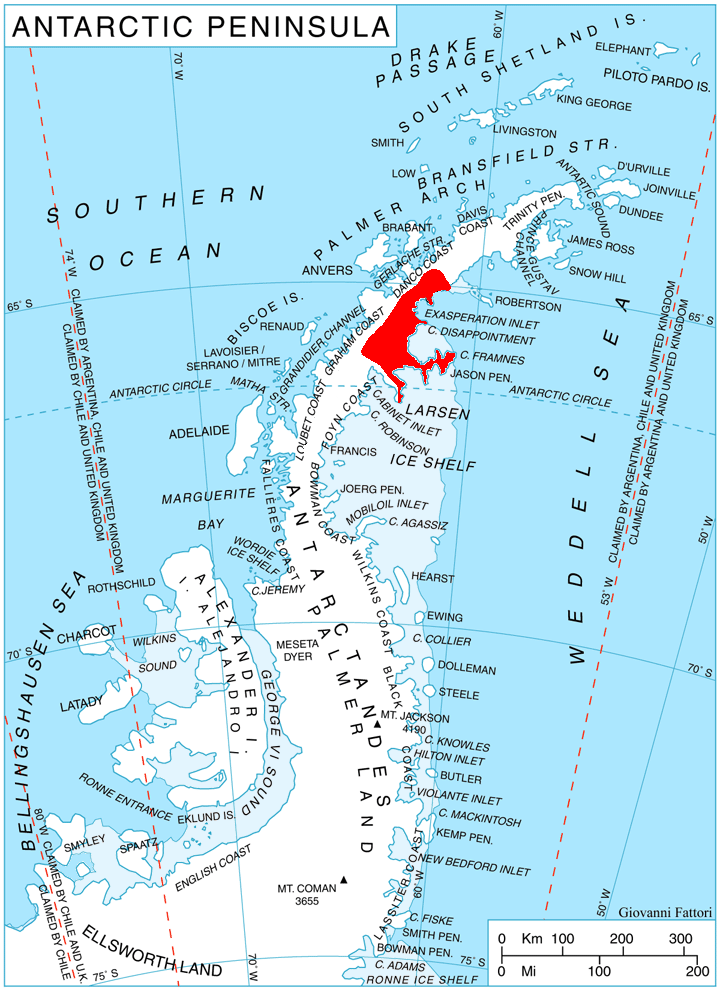

66°10′S 61°0′W / 66.167°S 61.000°W
賈森半島（英語：Jason Peninsula）是南極洲的半島，位於葛拉漢地東岸，在1893年12月1日由挪威探險家發現，並以其船隻命名，該半島現時由南極條約體系管理。